# Luigi Cerutti
Luigi Cerutti, var en italiensk bobåkare. Han deltog vid olympiska vinterspelen 1928 i Sankt Moritz och placerade sig på 21:a plats.